# Émeric Dary
Émeric Dary, né le 14 novembre 1990 à Nantes, est un régatier français s'exprimant sur le Tour de France à la voile et sur le circuit du catamaran de sport

## Biographie
Après avoir décroché le titre de champion de France espoir catamaran en 2010, Émeric s'engage dans la catégorie senior, la Formula 18 ; il y représente le Shockwave Mk2 de Sirena Voile. 
En 2013,  il est vice-champion de France des courses longues distances avec Damien Iehl. 
Parallèlement, Émeric dispute des courses en monotypie. En 2013, il devient champion du monde Hobie Cat avec son coéquipier Maxime Blondeau.
À l'issue de ses études de management, Émeric crée une équipe participant au Tour de France à la voile, Dynamique Voile basée aux Sables-d'Olonne.

## Palmarès

### Formule 18
- Champion du monde raid F18 2025
- N°1 au classement FFVoile 2014
- Champion de France des Raid (courses longues distances)  en 2014
- Vainqueur du Bordeaux Cata Raid en 2013, 2014, 2015 et 2016[3]
- Vainqueur du Raid La Tranche - Ile de Ré 2012 et 2014

### Monotypie
- Vainqueur du Tour de France à la Voile 2017 en catégorie amateur
- Champion du monde Hobie Cat-Wild Cat en 2013[4]
- Premier équipage mixte du championnat du monde SL16 2012
- Champion de France Espoir en 2010

## Valorisation

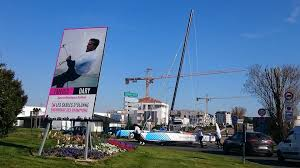
Rond-Point Charcot - Les Sables d'Olonne

En 2015, un portrait d’Émeric Dary apparaît sur le rond-point Charcot à la suite d'une initiative de mise en valeur des sportifs des Sables d'Olonne